# Campeonato Brasileño de Fútbol Serie C 2020
El Campeonato Brasileño de Serie C 2020 fue   la 30ª edición del campeonato de tercera categoría del fútbol brasileño. Contó  con la participación de 20 equipos incluyendo los equipos descendidos de la Serie B 2019 y los ascendidos de la Serie D 2019. 
Inicialmente programado para comenzar el 3 de mayo, la competición pospuso debido a la pandemia de COVID-19, tuvo inicio el 8 de agosto, y finalizó  el 30 de  enero de 2021.

## Sistema de juego
Los 20 participantes fueron divididos en dos grupos de 10 equipos cada uno. Se jugaron partidos de ida y vuelta y los cuatro mejores equipos de cada zona clasificaron a la fase final.
En la siguiente fase, los 8 clasificados se dividieron en dos grupos de cuatro equipos, que disputaron un cuadrangular. Los dos primeros clasificados de cada grupo ascendieron a la Serie B 2021. Y el primero de cada grupo se enfrentaron en la final.
Por otro lado, los dos equipos peor ubicados en cada zona descendieron a la Serie D 2021.

## Equipos participantes

### Ascensos y descensos
| Pos. | Descendidos de la Serie B 2019 |
| ---- | ------------------------------ |
| 17º  | Londrina                       |
| 18º  | São Bento                      |
| 19º  | Criciúma                       |
| 20º  | Vila Nova                      |

| Pos. | Ascendidos de la Serie D 2019 |
| ---- | ----------------------------- |
| 1º   | Brusque                       |
| 2º   | Manaus                        |
| 3º   | Ituano                        |
| 4º   | Jacuipense                    |

### Información de los equipos
| Equipo              | Ciudad             | Estado             | Estadio                  | Posición 2019 |
| ------------------- | ------------------ | ------------------ | ------------------------ | ------------- |
| Boa Esporte         | Varginha           | Minas Gerais       | Melão                    | 15.º Serie C  |
| Botafogo            | João Pessoa        | Paraíba            | Almeidão                 | 11.º Serie C  |
| Brusque             | Brusque            | Santa Catarina     | Augusto Bauer            | 1.º Serie D   |
| Criciúma            | Criciúma           | Santa Catarina     | Estadio Heriberto Hülse  | 19.º Serie B  |
| Ferroviário         | Fortaleza          | Ceará              | Elzir Cabral             | 10.º Serie C  |
| Imperatriz          | Imperatriz         | Maranhão           | Frei Epifânio D'Abadia   | 6.º Serie C   |
| Ituano              | Itu                | São Paulo          | Novelli Júnior           | 3.º Serie D   |
| Jacuipense          | Riachão do Jacuípe | Bahía              | Valfredão                | 4.º Serie D   |
| Londrina            | Londrina           | Paraná             | Estadio do Café          | 17.º Serie B  |
| Manaus              | Manaus             | Amazonas           | Arena da Amazônia        | 1.º Serie D   |
| Paysandu            | Belém              | Pará               | Curuzú                   | 5.º Serie C   |
| Remo                | Belém              | Pará               | Estadio Olímpico do Pará | 9.º Serie C   |
| Santa Cruz          | Recife             | Pernambuco         | Arruda                   | 13.º Serie C  |
| São Bento           | Sorocaba           | São Paulo          | Walter Ribeiro           | 18.º Serie B  |
| São José            | Porto Alegre       | Río Grande del Sur | Passo d'Areia            | 8.º Serie C   |
| Tombense            | Tombos             | Minas Gerais       | Almeidão                 | 14.º Serie C  |
| Treze               | Campina Grande     | Paraíba            | Presidente Vargas        | 16.º Serie C  |
| Vila Nova           | Goiânia            | Goiás              | Serra Dourada            | 20.º Serie B  |
| Volta Redonda       | Volta Redonda      | Río de Janeiro     | Raulino de Oliveira      | 12.º Serie C  |
| Ypiranga de Erechim | Erechim            | Río Grande del Sur | Colosso da Lagoa         | 7.º Serie C   |

## Primera fase

### Grupo A
| Pos. | Equipo        | Pts. | PJ | G  | E | P  | GF | GC | Dif. | Clasificación             |
| ---- | ------------- | ---- | -- | -- | - | -- | -- | -- | ---- | ------------------------- |
| 1    | Santa Cruz    | 37   | 18 | 11 | 4 | 3  | 32 | 16 | +16  | Clasifican a Segunda fase |
| 2    | Remo          | 31   | 18 | 8  | 7 | 3  | 20 | 10 | +10  | Clasifican a Segunda fase |
| 3    | Vila Nova     | 31   | 18 | 8  | 7 | 3  | 20 | 11 | +9   | Clasifican a Segunda fase |
| 4    | Paysandu      | 29   | 18 | 8  | 5 | 5  | 25 | 14 | +11  | Clasifican a Segunda fase |
| 5    | Manaus        | 26   | 18 | 6  | 8 | 4  | 19 | 18 | +1   |                           |
| 6    | Jacuipense    | 24   | 18 | 6  | 6 | 6  | 19 | 21 | −2   |                           |
| 7    | Ferroviário   | 23   | 18 | 6  | 5 | 7  | 27 | 22 | +5   |                           |
| 8    | Botafogo - PB | 20   | 18 | 4  | 8 | 6  | 19 | 17 | +2   |                           |
| 9    | Treze         | 19   | 18 | 4  | 7 | 7  | 19 | 21 | −2   | Serie D 2021              |
| 10   | Imperatriz    | 1    | 18 | 0  | 1 | 17 | 10 | 60 | −50  | Serie D 2021              |

Actualizado a los partidos jugados el 5 de diciembre de 2020.
 Fuente: CBF
| Local \ Visitante | BOT | FER | IMP | JAC | MAN | PAY | REM | SAN | TRE | VIL |
| ----------------- | --- | --- | --- | --- | --- | --- | --- | --- | --- | --- |
| Botafogo-PB       | —   | 0–2 | 2–1 | 1–1 | 0–0 | 1–1 | 0–0 | 1–2 | 0–2 | 0–0 |
| Ferroviário       | 2–0 | —   | 7–0 | 0–0 | 1–1 | 0–2 | 1–2 | 1–3 | 3–0 | 4–0 |
| Imperatriz        | 1–2 | 1–2 | —   | 1–2 | 0–1 | 1–6 | 0–0 | 0–2 | 1–4 | 0–3 |
| Jacuipense        | 1–1 | 0–0 | 2–1 | —   | 1–0 | 2–1 | 1–2 | 3–3 | 0–0 | 0–3 |
| Manaus            | 0–0 | 1–1 | 1–0 | 0–1 | —   | 2–1 | 0–1 | 0–0 | 1–1 | 1–1 |
| Paysandu          | 1–1 | 2–0 | 6–1 | 1–2 | 1–2 | —   | 2–3 | 0–0 | 1–0 | 0–2 |
| Remo              | 0–0 | 2–1 | 0–0 | 2–1 | 1–0 | 3–2 | —   | 0–1 | 2–2 | 0–0 |
| Santa Cruz        | 2–1 | 3–1 | 2–0 | 3–3 | 0–0 | 0–0 | 1–0 | —   | 3–2 | 0–1 |
| Treze             | 2–0 | 0–3 | 4–1 | 0–0 | 1–1 | 0–1 | 2–2 | 2–3 | —   | 0–0 |
| Vila Nova         | 0–0 | 0–4 | 3–0 | 3–0 | 1–1 | 2–0 | 0–0 | 1–0 | 0–0 | —   |

### Grupo B
| Pos. | Equipo              | Pts. | PJ | G | E | P | GF | GC | Dif. | Clasificación                |
| ---- | ------------------- | ---- | -- | - | - | - | -- | -- | ---- | ---------------------------- |
| 1    | Ypiranga de Erechim | 31   | 18 | 9 | 4 | 5 | 31 | 26 | +5   | Clasifican a Segunda fase    |
| 2    | Ituano              | 29   | 18 | 8 | 5 | 5 | 28 | 20 | +8   | Clasifican a Segunda fase    |
| 3    | Londrina            | 29   | 18 | 8 | 5 | 5 | 20 | 16 | +4   | Clasifican a Segunda fase    |
| 4    | Brusque             | 29   | 18 | 8 | 5 | 5 | 23 | 26 | −3   | Clasifican a Segunda fase    |
| 5    | Tombense            | 27   | 18 | 7 | 6 | 5 | 21 | 18 | +3   |                              |
| 6    | Volta Redonda       | 23   | 18 | 5 | 8 | 5 | 31 | 23 | +8   |                              |
| 7    | São José            | 20   | 18 | 5 | 5 | 8 | 15 | 23 | −8   |                              |
| 8    | Criciúma            | 19   | 18 | 4 | 7 | 7 | 20 | 25 | −5   |                              |
| 9    | São Bento           | 17   | 18 | 3 | 8 | 7 | 13 | 19 | −6   | Descienden a la Serie D 2021 |
| 10   | Boa Esporte         | 15   | 18 | 2 | 9 | 7 | 17 | 23 | −6   | Descienden a la Serie D 2021 |

Actualizado a los partidos jugados el 5 de diciembre de 2020.
 Fuente: CBF
| Local \ Visitante   | BOA | BRU | CRI | ITU | LON | SBN | SJO | TOM | VRE | YPI |
| ------------------- | --- | --- | --- | --- | --- | --- | --- | --- | --- | --- |
| Boa Esporte         | —   | 0–1 | 1–3 | 1–2 | 0–2 | 1–1 | 0–0 | 1–1 | 2–2 | 1–1 |
| Brusque             | 1–0 | —   | 3–1 | 2–0 | 2–1 | 1–0 | 0–1 | 1–0 | 2–2 | 2–1 |
| Criciúma            | 3–1 | 1–3 | —   | 2–2 | 0–0 | 3–1 | 2–0 | 0–1 | 1–1 | 0–2 |
| Ituano              | 2–1 | 0–2 | 2–2 | —   | 1–1 | 0–0 | 2–2 | 3–0 | 1–3 | 1–2 |
| Londrina            | 2–0 | 1–2 | 0–0 | 1–1 | —   | 1–0 | 1–0 | 1–2 | 1–0 | 1–2 |
| São Bento           | 1–1 | 0–1 | 1–3 | 0–0 | 0–1 | —   | 0–1 | 1–1 | 1–1 | 1–1 |
| São José            | 0–0 | 1–0 | 0–2 | 2–2 | 0–1 | 1–0 | —   | 0–4 | 0–2 | 2–0 |
| Tombense            | 1–1 | 0–1 | 1–0 | 0–3 | 2–1 | 1–1 | 4–0 | —   | 0–2 | 0–2 |
| Volta Redonda       | 2–2 | 2–2 | 1–1 | 3–1 | 0–1 | 1–1 | 2–0 | 2–0 | —   | 1–2 |
| Ypiranga de Erechim | 1–1 | 1–2 | 2–0 | 2–1 | 2–1 | 1–1 | 0–2 | 2–0 | 2–1 | —   |

## Segunda fase

### Grupo A
| Pos. | Equipo     | Pts. | PJ | G | E | P | GF | GC | Dif. | Clasificación                                     |
| ---- | ---------- | ---- | -- | - | - | - | -- | -- | ---- | ------------------------------------------------- |
| 1    | Vila Nova  | 10   | 6  | 3 | 1 | 2 | 6  | 7  | −1   | Clasifica a la final y asciende a la Serie B 2021 |
| 2    | Brusque    | 9    | 6  | 2 | 3 | 1 | 9  | 6  | +3   | Asciende a la Serie B 2021                        |
| 3    | Santa Cruz | 8    | 6  | 2 | 2 | 2 | 8  | 7  | +1   |                                                   |
| 4    | Ituano     | 5    | 6  | 1 | 2 | 3 | 7  | 10 | −3   |                                                   |

Actualizado a los partidos jugados el 17 de enero de 2021.
 Fuente: CBF
| Local \ Visitante | BRU | ITU | SAN | VIL |
| ----------------- | --- | --- | --- | --- |
| Brusque           | —   | 4–2 | 0–0 | 0–0 |
| Ituano            | 2–4 | —   | 1–2 | 0–1 |
| Santa Cruz        | 3–1 | 1–1 | —   | 1–2 |
| Vila Nova         | 0–3 | 1–0 | 2–1 | —   |

### Grupo B
| Pos. | Equipo              | Pts. | PJ | G | E | P | GF | GC | Dif. | Clasificación                                     |
| ---- | ------------------- | ---- | -- | - | - | - | -- | -- | ---- | ------------------------------------------------- |
| 1    | Remo                | 10   | 6  | 3 | 1 | 2 | 7  | 5  | +2   | Clasifica a la final y asciende a la Serie B 2021 |
| 2    | Londrina            | 9    | 6  | 2 | 3 | 1 | 7  | 6  | +1   | Asciende a la Serie B 2021                        |
| 3    | Ypiranga de Erechim | 7    | 6  | 2 | 1 | 3 | 8  | 9  | −1   |                                                   |
| 4    | Paysandu            | 7    | 6  | 2 | 1 | 3 | 6  | 8  | −2   |                                                   |

Actualizado a los partidos jugados el 16 de enero de 2021.
 Fuente: CBF
| Local \ Visitante   | LON | PAY | REM | YPI |
| ------------------- | --- | --- | --- | --- |
| Londrina            | —   | 0–0 | 0–0 | 1–1 |
| Paysandu            | 3–2 | —   | 0–1 | 2–1 |
| Remo                | 0–1 | 1–0 | —   | 2–1 |
| Ypiranga de Erechim | 1–1 | 1–0 | 1–2 | —   |

## Final
| 23 de enero de 2021, 17:00 | Vila Nova                                             | 5:1 (3:1) | Remo                | OBA, Goiânia                        |                                     |
|                            | Talles 25', 37' · Alan Mineiro 45+1' · Henan 58', 69' | Reporte   | 10' Gilberto Alemão | Árbitro(s): Caio Max Augusto Vieira | Árbitro(s): Caio Max Augusto Vieira |

| 30 de enero de 2021, 17:00 | Remo                        | 2:3 (2:2) | Vila Nova                                        | Mangueirão, Belém             |                               |
|                            | Felipe Gedoz 7' · Lucas 36' | Reporte   | Alan Mineiro 10' · Pablo 40' · Mimica 88' (a.g.) | Árbitro(s): Ramon Abatti Abel | Árbitro(s): Ramon Abatti Abel |

## Goleadores
- Actualizado el 30 de enero de 2021.

| Jugador         | Equipo      | Goles |
| --------------- | ----------- | ----- |
| Thiago Alagoano | Brusque     | 12    |
| Willian Lira    | Ferroviário | 11    |
| Neto Pessoa     | Ypiranga    | 10    |
| Renan           | Vila Nova   | 10    |
| Nicolas         | Paysandu    | 9     |

## Clasificación general
| Pos. | Equipo              | Pts. | PJ | G  | E | P  | GF | GC | Dif. | Clasificación 2020         |
| ---- | ------------------- | ---- | -- | -- | - | -- | -- | -- | ---- | -------------------------- |
| 1    | Vila Nova           | 47   | 26 | 13 | 8 | 5  | 34 | 21 | +13  | Ascenso a la Serie B 2021  |
| 2    | Remo                | 41   | 26 | 11 | 8 | 7  | 30 | 23 | +7   | Ascenso a la Serie B 2021  |
| 3    | Londrina            | 38   | 24 | 10 | 8 | 6  | 27 | 22 | +5   | Ascenso a la Serie B 2021  |
| 4    | Brusque             | 38   | 24 | 10 | 8 | 6  | 32 | 32 | 0    | Ascenso a la Serie B 2021  |
| 5    | Santa Cruz          | 45   | 24 | 13 | 6 | 5  | 40 | 23 | +17  |                            |
| 6    | Ypiranga de Erechim | 38   | 24 | 11 | 5 | 8  | 39 | 35 | +4   |                            |
| 7    | Paysandu            | 36   | 24 | 10 | 6 | 8  | 31 | 22 | +9   |                            |
| 8    | Ituano              | 34   | 24 | 9  | 7 | 8  | 35 | 30 | +5   |                            |
| 9    | Tombense            | 27   | 18 | 7  | 6 | 5  | 21 | 18 | +3   |                            |
| 10   | Manaus              | 26   | 18 | 6  | 8 | 4  | 19 | 18 | +1   |                            |
| 11   | Jacuipense          | 24   | 18 | 6  | 6 | 6  | 19 | 21 | −2   |                            |
| 12   | Ferroviário         | 23   | 18 | 6  | 5 | 7  | 27 | 22 | +5   |                            |
| 13   | Volta Redonda       | 23   | 18 | 5  | 8 | 5  | 31 | 23 | +8   |                            |
| 14   | São José-RS         | 20   | 18 | 5  | 5 | 8  | 15 | 23 | −8   |                            |
| 15   | Botafogo-PB         | 20   | 18 | 4  | 8 | 6  | 19 | 17 | +2   |                            |
| 16   | Criciúma            | 19   | 18 | 4  | 7 | 7  | 20 | 25 | −5   |                            |
| 17   | Treze               | 19   | 18 | 4  | 7 | 7  | 19 | 21 | −2   | Descenso a la Serie D 2021 |
| 18   | São Bento           | 17   | 18 | 3  | 8 | 7  | 13 | 20 | −7   | Descenso a la Serie D 2021 |
| 19   | Boa Esporte         | 15   | 18 | 2  | 9 | 7  | 17 | 23 | −6   | Descenso a la Serie D 2021 |
| 20   | Imperatriz          | 1    | 18 | 0  | 1 | 17 | 10 | 60 | −50  | Descenso a la Serie D 2021 |

Actualizado a los partidos jugados el 30 de enero de 2021.
 Fuente: CBF